# Humuya (ort)
Humuya är en ort i Honduras.   Den ligger i departementet Departamento de Comayagua, i den sydvästra delen av landet, 50 km väster om huvudstaden Tegucigalpa. Humuya ligger 643 meter över havet och antalet invånare är 1 323.
Terrängen runt Humuya är kuperad västerut, men österut är den platt. Runt Humuya är det glesbefolkat, med 16 invånare per kvadratkilometer. Närmaste större samhälle är La Paz, 7,8 km norr om Humuya. 